# Isuzu Fargo
Isuzu Fargo — два покоління легких комерційних автомобілів (пікапи, малотоннажні вантажівки транспортної категорії N1 (повною масою не більше 3,5 т), а також мікроавтобуси місткістю до 17 пасажирів транспортних категорій M1 і М2 (але не більше 3,5 т повної маси); за бажанням комплектувались також високим дахом, подовженою колісною базою і приводом на чотири колеса), що виготовлялись між 1980 та 2001 роками компанією Isuzu в Японії.
Перше покоління автомобілів було продано в період між 1980 і 1995 роками, друге покоління — введене в 1995 році і приурочене до єдиного стилю тіла фургона. Це друге покоління було авто ребейджингом версії Nissan Caravan E24.

## Хронологія
- 1980 рік: Isuzu Fargo випущено в Японії
- Isuzu Fargo під маркою Isuzu WFR експортується Нову Зеландію та деякі країни Європи.
- 1982 рік: австралійською «GM Holden Ltd» (дочірнє підприємство «General Motors» з 1931) аналогічний автомобіль продається в Австралії як «Holden Shuttle»[1].
- 1983 Компанією Industries maghrébins Mécaniques (спільне підприємство між компанією General Motors (20 відсотків), ТОВ Isuzu Motors (10 відсотків) і General Motors du Tunisie S.A. (70 відсотків))[2] з штаб квартирою в Тунісі — автомобіль виробляється для ринків Африки локально під маркою Isuzu Midi.
- 1986 рік: «Bedford Vehicles» — дочірня компанія General Motors, була перетворена в «IBC Vehicles Ltd.» — спільне підприємство з «Isuzu» (в 1971 році «Isuzu» продала 34,2 процента своїх акцій американській корпорації «General Motors») в місті Лутон, Велика Британія. У Великій Британії з конвеєра сходить перша серія європейського аналога «Isuzu Fargo» під маркою «Isuzu WFR». В Сполученому Королівстві автомобіль продається як «Bedford Midi» та «Vauxhall Midi», а експорт версії Midi в Європу (з Великої Британії) здійснюється під маркою «Bedford Seta», «General Motors Midi», «GME Midi», та «Isuzu Midi».
- 1988 Виробництво «Isuzu Midi» в Тунісі зупинено.
- 1990 рік: Виробництво «Holden Shuttle» зупинено.
- 1996 рік: зупинено виробництво європейського аналога «Isuzu Fargo» в м. Лутон, а на зміну йому прийшов фургон Opel Arena.
- 2001 рік: Виробництво Isuzu Fargo в Японії зупинено. На зміну прийшла нова модель Isuzu Como.

## Перше покоління (1980—1995)
Перше покоління Isuzu Fargo було випущено в грудні 1980 року з 1,6 і 1,8 л бензиновими двигунами, а також з 1,8-літровим дизельним двигуном і представлено фургоном і мікроавтобусом. Крім 4-ступінчастої коробки передач були також 3-швидкісні автоматичні коробки передач для бензинових моделей. Всі моделі були обладнані радіальними шинами, гідропідсилювач керма був як опція.
Між 1982 і 1990 роками перше покоління Fargo продавалось в Австралії компанією GM Holden Ltd (австралійське дочірнє підприємство General Motors) як Голден Шаттл (англ. Holden Shuttle). У Європі та Новій Зеландії, перша серія Isuzu Fargo була продана під назвою Isuzu WFR. Крім того, були автомобілі, які будувались в Сполученому Королівстві Великої Британії та Північної Ірландії компанією Vauxhall Motors і продавались як Bedford Midi, та Vauxhall Midi. Експорт версії Midi в Європу відбувався під маркою Bedford Seta, General Motors Midi, GME Midi, та Isuzu Midi.

### Шкала японського ринку
- Серпень 1981: введені 2,0 літрові дизельні фургони.
- Березень 1982: введені 1,8 літрові бензинові і 2,0 л дизельні двигуни.
- Липень 1982: Введенний дев'ятимісний LS фургон з стандартним люком на даху і ін.
- Листопад 1983: введені моделі Part-time дизельного приводу на чотири колеса.
- Січень 1984: Turbo-дизельні двигуни зробили стандартними для всіх універсалів
- Листопад 1984: привід на чотири колеса в фургонах.
- Січень 1986: Зміни в панелі приладів.
- Січень 1987: Автоматична коробка передач доступна на задньопривідні варіанти.
- Вересень 1987:
- Жовтень 1988: Кабіни Cab forward pickup (truck).
- Січень 1991: введений 2.4-літровий 4FG1 дизельний двигун, замінивши 1,8 і 2,0 літрові. Конструктивні зміни зроблені як інтер'єру та екстер'єру.
- Серпень 1993: 2.4-літровий 4FG1-T турбодизель стандартизовані по всьому спектру. Задні триточкові ремені безпеки тепер встановлюється на моделі, оснащені задніми сидінями; кондиціонер тепер хлорфторвуглецевий (галогеноалкани).

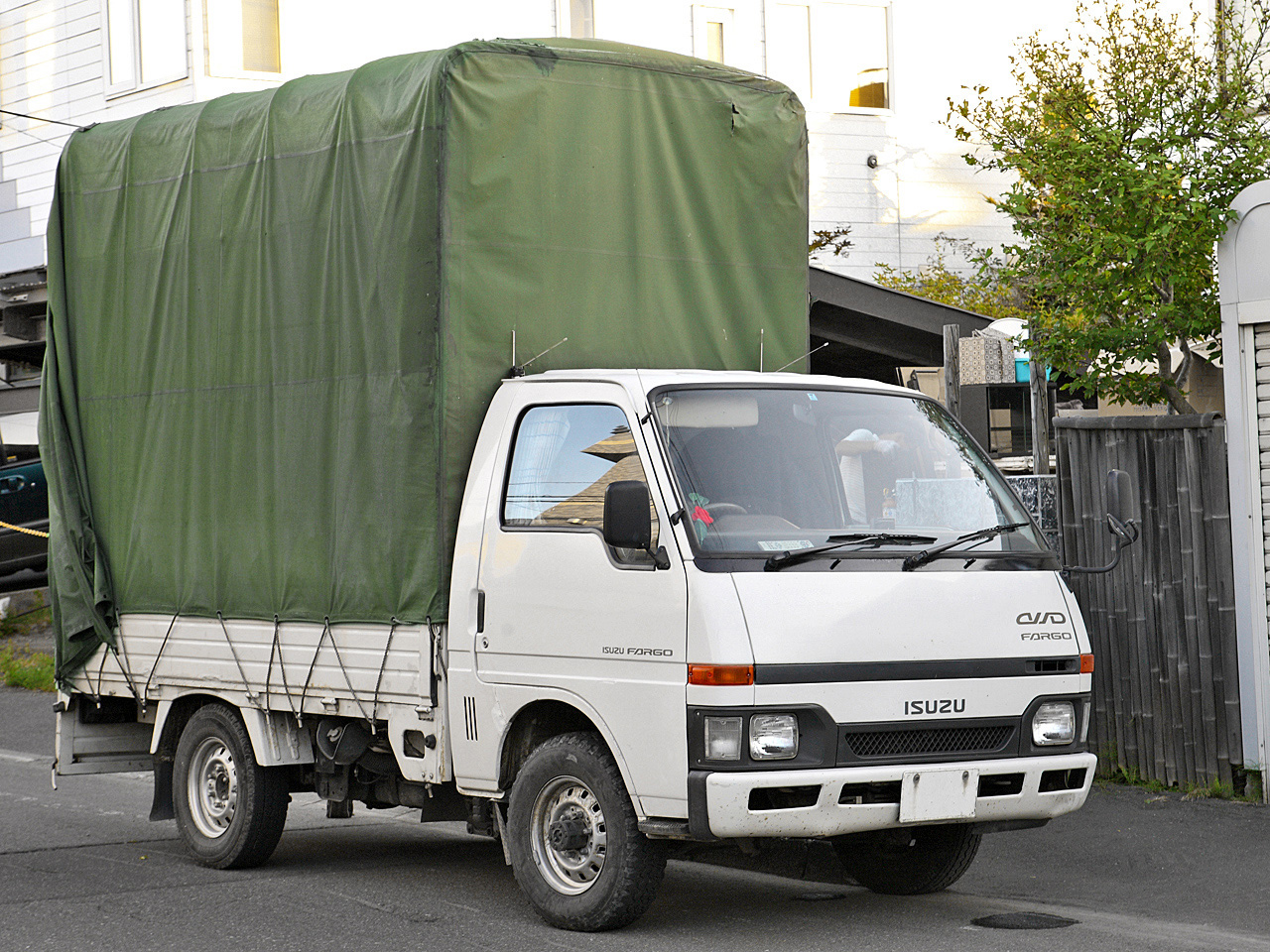
1991–1995 Isuzu Fargo truck
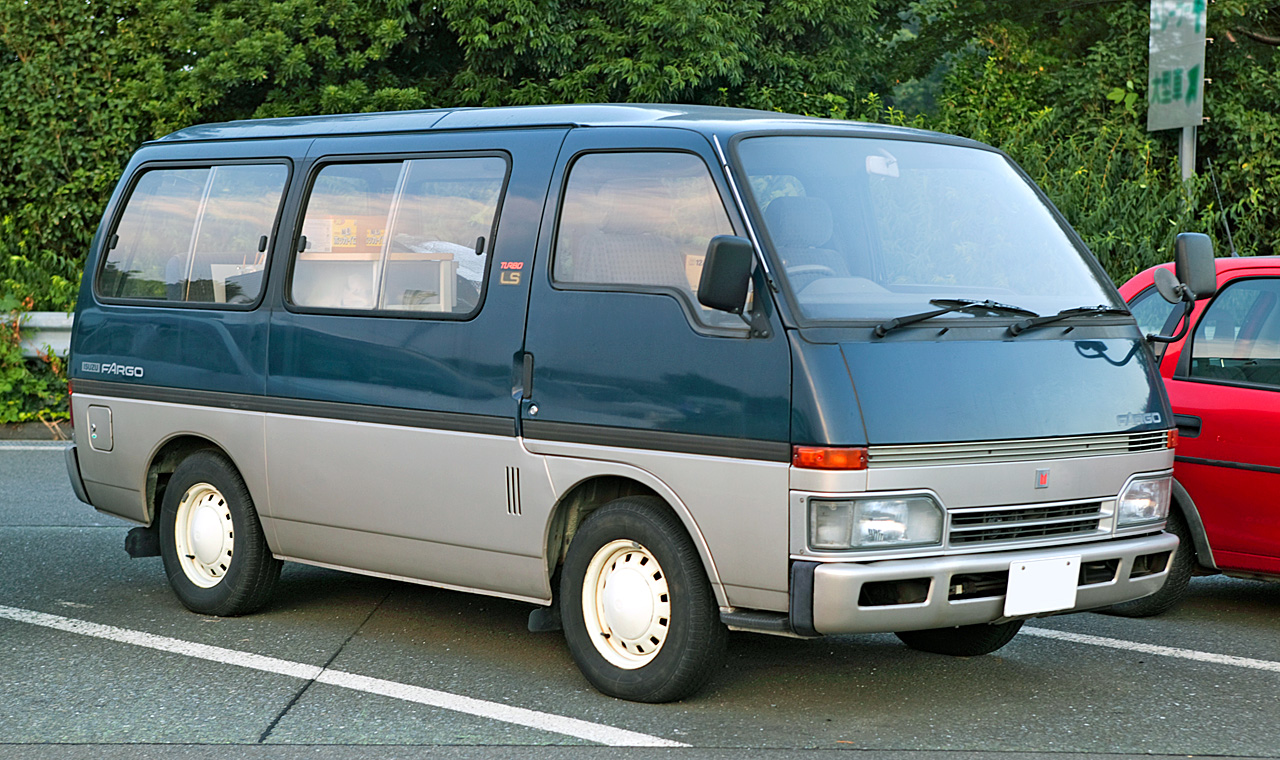
1993–1995 Isuzu Fargo LS van
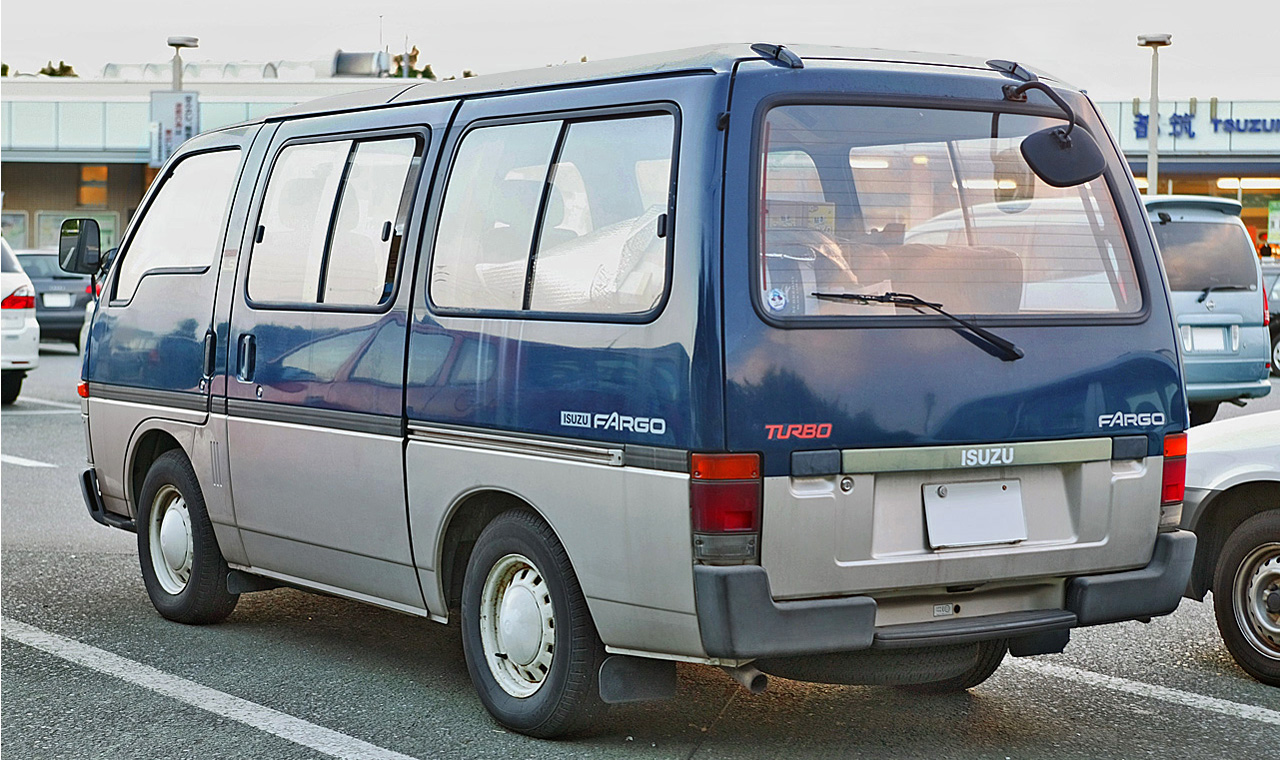
1993–1995 Isuzu Fargo LS van

## Друге покоління (1995—2001)
Fargo 2 введений в серпні 1995 року. Він заснований на Nissan Caravan E24. 

Доступних Fargo є тільки два: фургон і мікроавтобус.

Спочатку встановлюються бензинові двигуни типу MA20S і KA20DE (кожний 2,0 л) з 67кВт і 88кВт, та 2,7 л дизельний двигун Nissan типу TD27 з 63кВт і 96кВт.
- Серпень 1995: повна зміна моделі. Всі нові моделі, тепер мають ребейджинговий значок фургона Nissan Caravan E24 (OEM). LS вводиться як універсал DX.
- Липень 1997: Isuzu Filly замінює Isuzu Fargo DX Wagon. Він заснований на Nissan Elgrand.
- Червень 1999: зміни з бензиновим двигуном.
- Травень 2001: повна заміна моделі, на зміну Isuzu Fargo II прийшов Isuzu Como

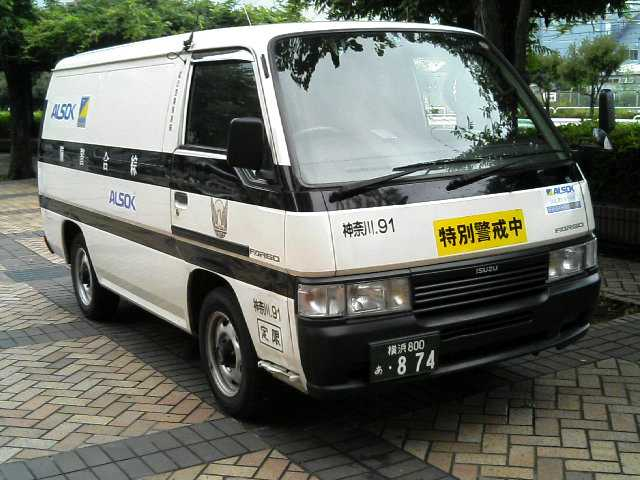
1995–2001 Isuzu Fargo ІІ van
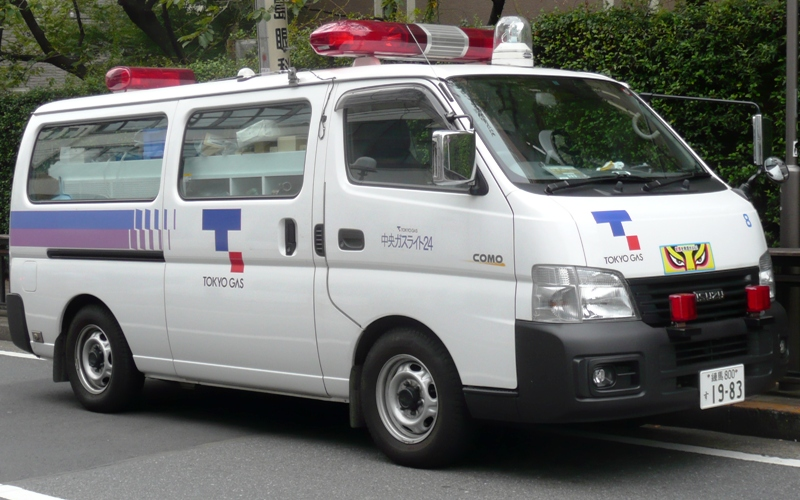
Isuzu Como LD van
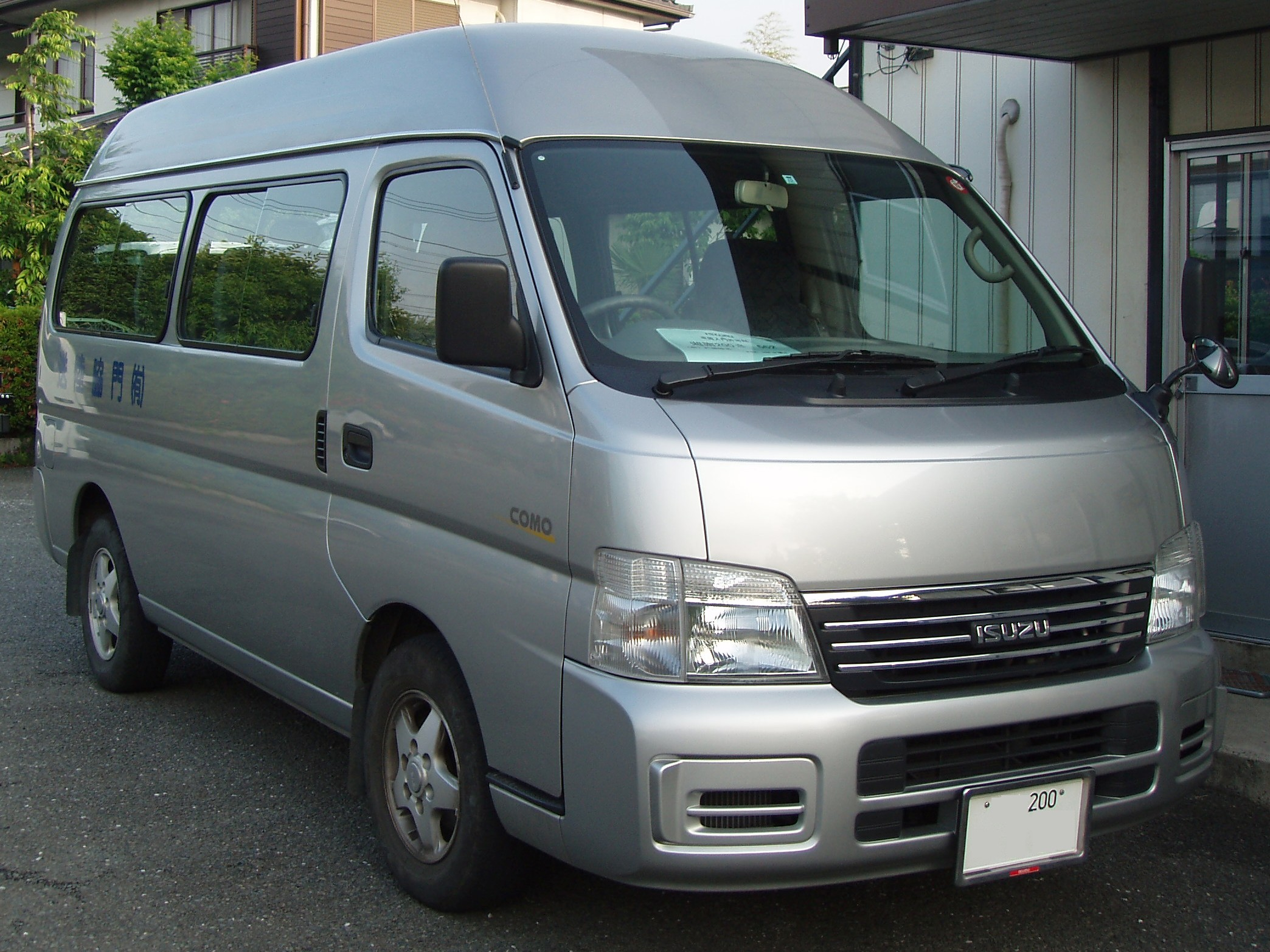
Isuzu Como LS
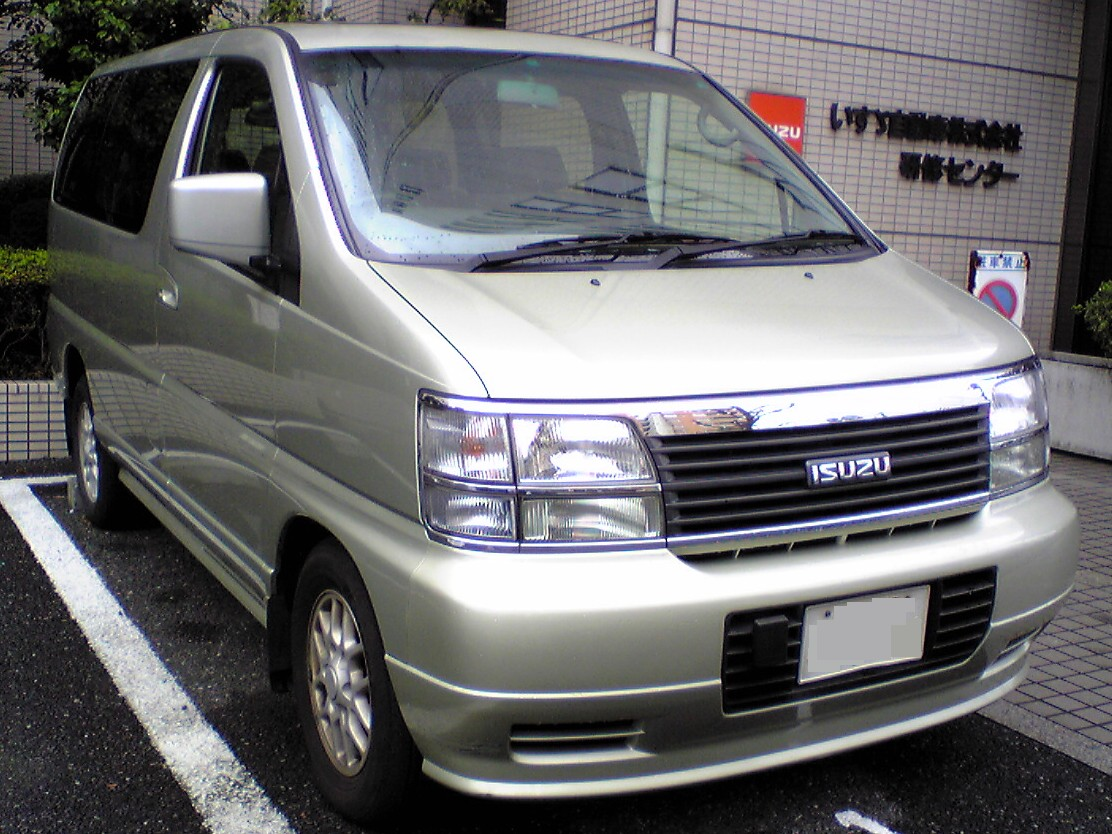
Isuzu Fargo Filly
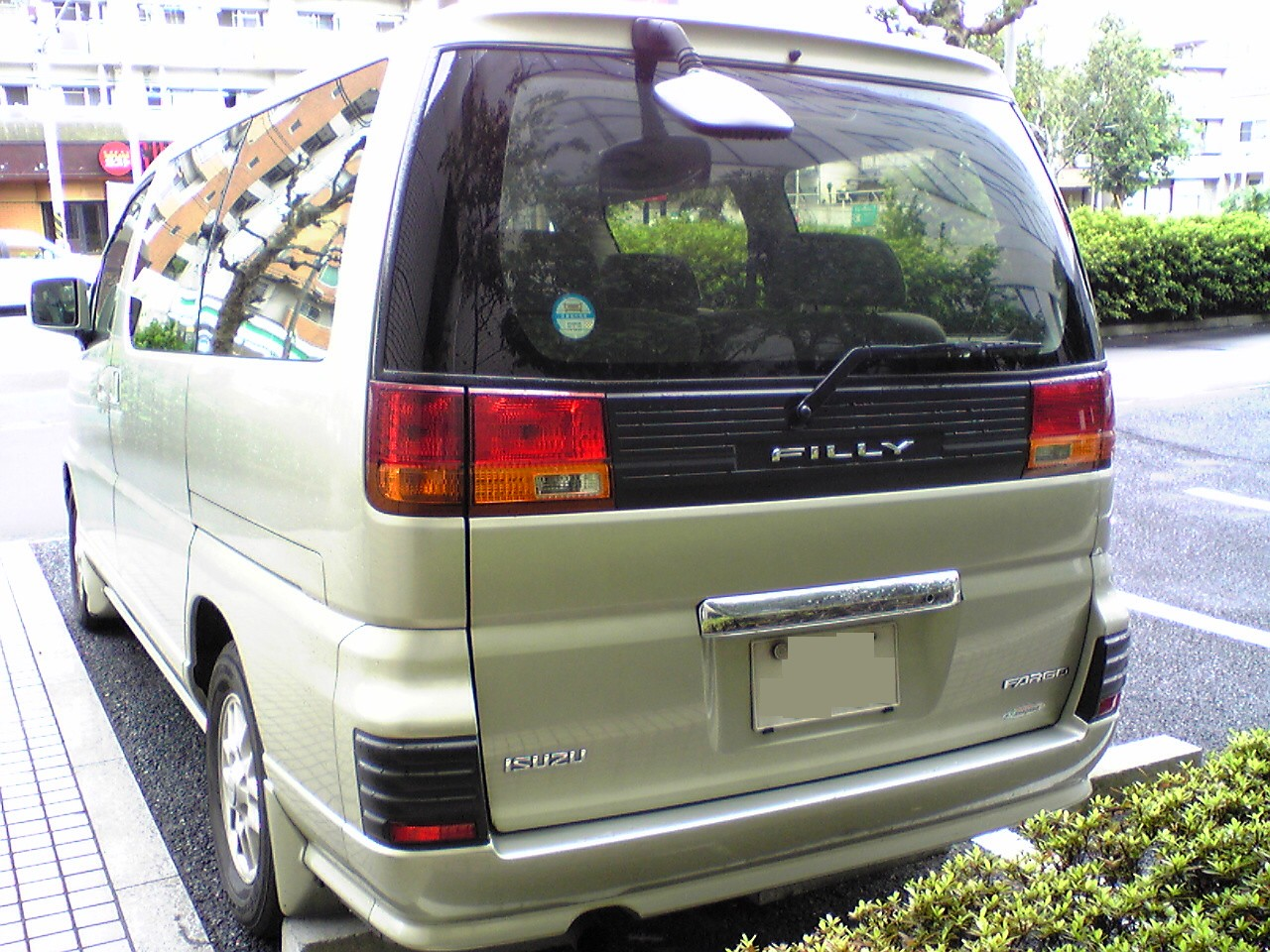
Isuzu Fargo Filly

## Двигуни
Бензин
- Тип 4ZA1 — SOHC1.6L 4 циліндри
- Тип 4ZB1 — SOHC1817cc 4 циліндри
- Тип 4ZC1 — SOHC1994cc 4 циліндри (встановлюється з кінця)
- Тип MA20S — SOHC1998cc 91 кінських сил, рядний чотирициліндровий (NET)
- Тип KA20DE — DOHC1998cc 120 кінських сил, рядний чотирициліндровий (NET)
- Тип KA24DE — DOHC2388cc 140 кінських сил, рядний чотирициліндровий (NET)

Дизель
- Тип 4FB1 — SOHC1.8L 4 циліндри
- Тип 4FC1 — SOHC1995cc 66 кінських сил рядний чотирициліндровий, або 83 кінських сил турбо-
- Тип 4FD1 — рядний чотирициліндровий SOHC2189cc 73 кінських сил
- Тип 4FG1 — з 85 к.с. SOHC2380cc NA / турбо рядний чотирициліндровий (крутний момент змінюється)
- Тип TD27 — OHV2663cc 85 кінських сил, рядний чотирициліндровий (NET)
- Тип TD27ETi — OHV2663cc 130 кінських сил, рядний чотирициліндровий (NET)
- Тип QD32 — OHV3153cc 100 кінських сил, рядний чотирициліндровий (NET)